# 上川盆地
上川盆地（かみかわぼんち）は、北海道中央部、上川総合振興局中部にある北海道最大の盆地。

## 地理
北海道のほぼ中央部に位置する盆地。東は大雪山および石狩山地を望み、北に位置する名寄盆地とは北緯44度付近の塩狩峠で隔てられている。一方、西は天塩山地と南から伸びる夕張山地、南は丘陵地帯を経て富良野盆地とつながる。大雪山系を水源とする石狩川と忠別川、十勝岳を水源とする美瑛川は上川盆地で扇状地を形成した末に合流し、神居古潭の狭窄部を経て石狩平野へと流れ出ていく。
冬は非常に寒く、明治時代後期の1902年には日本の観測史上最低気温である氷点下41度を記録した。一方、盆地の特性として夏季には高温となるため稲作に向き、道央水田地帯が広がっている。

## 交通
鉄道は函館本線（道西部方面）、石北本線（道東部方面）、宗谷本線（道北部方面）、富良野線（道南部方面）が通じ、また道路は道央自動車道（道北部、西部方面）、国道12号（道西部方面）、国道39号（道東部方面）、国道40号（道北部方面）、国道237号（道南部方面）が通じており、北海道の交通の要所である。また、盆地の南端には旭川空港があり、東京や名古屋、大阪などへ国内線、ソウルなど国際線が就航している。

## 市町村
- 旭川市

（上川盆地の中心都市）
- 上川郡 (石狩国)
  - 鷹栖町
  - 東川町
  - 東神楽町
  - 美瑛町
  - 比布町
  - 当麻町
  - 愛別町
  - 上川町